# Station Montaignac-Saint-Hippolyte
Station Montaignac-Saint-Hippolyte is een spoorweghalte in Montaignac-Saint-Hippolyte in de Franse gemeente Montaignac-sur-Doustre.